# Kruszwica
Kruszwica é um município da Polônia, na voivodia da Cujávia-Pomerânia e no condado de Inowrocław. Estende-se por uma área de 6,64 km², com 8 926 habitantes, segundo os censos de 2017, com uma densidade de 1344,3 hab/km². A Torre de Rato é uma atração turística da cidade.